# ポール・ウィリアムズ (音楽評論家)
ポール・ウィリアムズ（Paul Williams, 1948年5月19日 - 2013年3月27日）は、アメリカ合衆国のジャーナリスト、ライター。フォーク歌手の金延幸子は最初の妻。アンチ・フォークの歌手シンディ・リー・ベリーヒルは、三番目の結婚相手で最後の妻。

## 略歴
ボストン生まれ。まだ17歳だった1966年に、世界初のロック評論誌『クロウダディ！』を創刊。創刊時、SFファン仲間のデイヴィッド・G・ハートウェルやテッド・ホワイトの協力があった。「ロック評論の父」と呼ばれる。
1972年に来日。細野晴臣プロデュースの『み空』で、デビュー前のシンガー金延幸子と知り合い、結婚。二児をもうけるが、のち離婚。
また、SFファンでもあり、生前から親交があったSF作家フィリップ・K・ディックの死後、著作権管理人をつとめた。「フィリップ・K・ディック協会」の機関紙の編集者や、ディック短編全集の編者などをつとめた。他にシオドア・スタージョン短編全集の編者も担当。
1995年の自転車事故で脳挫傷を受け、また、若年性認知症の発症で、フルタイムの介助が必要な状態が続いていた。
2013年3月27日死去。64歳歿。

## 著書（訳書）
- 『アウトロー・ブルース』室矢憲治訳 晶文社、1972年
- 『ニューヨーク・ブルース』真崎義博訳 音楽之友社、1975年
- 『ボブ・ディラン ひと粒の砂にさえも』三浦久訳、プレイガイドジャーナル社、1981年11月
- 『フィリップ・K・ディックの世界 消える現実』小川隆、大場正明訳 ペヨトル工房、1991年6月	
  - 『フィリップ・Ｋ・ディックの世界』小川隆訳、河出書房新社 2017年8月。増訂版
- 『ダス・エナーギ―精神のエネルギー経済学』春秋社 MOKO (翻訳)  1992年4月
- 『ボブ・ディラン 瞬間（とき）の轍 <1> 1960-1973』菅野彰子訳 音楽之友社、1992年3月
- 『ボブ・ディラン 瞬間（とき）の轍 <2> 1974-1986』菅野彰子訳 音楽之友社、1993年4月
- 『ロックンロール・ベスト100シングル』菅野彰子訳 音楽之友社、1995年4月
- 『ブライアン・ウィルスン そしてビーチ・ボーイズ』五十嵐正訳、ブルース・インターアクションズ 2000年8月
  - 『ブライアン・ウィルソン&ザ・ビーチ・ボーイズ－消えた『スマイル』を探し求めた40年』 五十嵐正訳、シンコーミュージック・エンタテイメント 2016年5月。新訂版